# صناعة الدوم بالمغرب
صناعة الدوم هي حرفة يدوية تقليدية عريقة بالمغرب تقوم على استخدام الألياف الطبيعية وخاصة جريد نخيل الدوم المتوسطي المجفف الشائع في المغرب من أجل صناعة منتجات مختلفة تستعمل ف تأثيث وتزيين البيوت وفي الحياة اليومية للمغاربة، كما تدمج مادة الدوم مع مواد أولية أخرى لصناعة بعض المنتجات. 

## المادة الأولية
المادة الأولية لهذا النوع من الصناعة هو أساس جريد الدوم، بالإضافة إلى مواد نباتية أخرى مثل الحلفاء والقصب، وكثيرا ما تدمج هذه النباتات مع مواد أخرى مثل الخشب والصوف.

## المنتجات
تنتج هذه الصناعة منتجات مختلفة تستعمل ف تأثيث وتزيين البيوت وفي الحياة اليومية مثل الأطباق والحقائب والقفف والقبعات والكراسي والطاولات والسلل والمهود والحصير. والشواري،البردع، والشامية، والطبق، والكسكاس و المكب، وتعتبر القفف أشهر المنتجات المصنوعة من الدوم في المغرب

## مراحل التصنيع
تبدأ صناعة الدوم بجني جريد نخيل الدوم المتوسطي خلال شهري يونيو ويوليوز، ثم تجفيفه تحت أشعة الشمس خلال فصل الصيف بعيدا عن التلوث.  ومن أهم الأدوات المستعملة في عملية التصنيع أداة الدراز.

## مناطق التصنيع
تمارس صناعة الدوم في المغرب أساسا في المناطف القروية، ويعتبر إقليم تازة وإقليم تاونات من أشهر المناطق بهذه الصناعة التقليدية في المغرب. بالإضافة إلى نواحي مدينة مراكش والأقاليم الشمالية. 